# عملیات انتروپوید
عملیات انتروپوید (به آلمانی: Operation Anthropoid) یک اسم رمزی برای ترور اوبرگروپنفورر راینهارت هایدریش بود. این عملیات در ۲۷ می ۱۹۴۲ بعد از آمادگی مدیر عملیات ویژه بریتانیا و تأیید حکومت تبعیدی چکسلواکی، در پراگ انجام شد. اگرچه طی این ماجرا، هایدریش تنها مجروح شد اما در ۴ ژوئن ۱۹۴۲ دراثر همین جراحات درگذشت. مرگ او موجب شد نازی‌های آلمان دست به انتقام‌های بی رحمانه‌ای بزنند. در یکی از انتقام‌جویی‌ها که در نهم و دهم ژوئن ۱۹۴۲ روی داد روستای لیدیتسه به‌طور کامل ویران شد و همه مردان روستا قتل‌عام شدند.
هایدریش در پیشرفت آدولف هیتلر، به عنوان فردی مقتدر، نقش مهمی داشت. او مسئول راه حل نهایی و هولوکاست یهودی‌ها در اروپا بود. با وجود خطرات این عملیات، هدف اصلی انتروپوید برای چک، رایزنی قانونی حکومت تبعیدی ادوارد بنش در لندن بود.

## عملیات

### برنامه‌ریزی
به این عملیات اسم رمزی انتروپوید داده شد که کلمه‌ای یونانی به معنای «انسان نما» می‌باشد. آماده‌سازی از۲۰اکتبر ۱۹۴۱ با مدیر عملیات ویژه بریتانیا آغاز شد. استوار یوزف گابچیک (اسلواک) و گروهبان دوم کارِل سووبودا (چک) برای انجام عملیات در ۲۸ اکتبر ۱۹۴۱ انتخاب شدند (روز استقلال چکسلواکی). سووبودا در تمرینات از ناحیه سر مصدوم شد و یان کوبیش (چک) جایگزین وی شد. بخاطر نبود آمادگی لازم ازسوی کوبیش و نیز نبود اسناد جعلی لازم برای او، کار به تأخیر افتاد.

### جاسازی

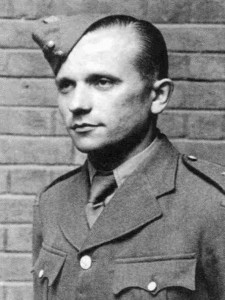
یوزف گابچیک

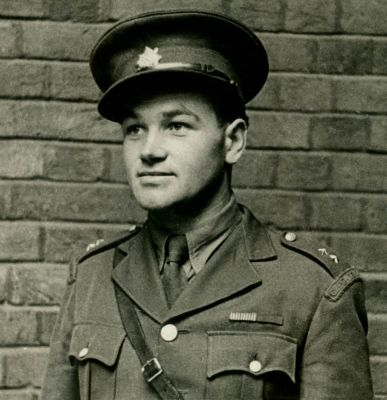
یان کوبیش

یوزف گابچیک و یان کوبیش همراه با ۷ سرباز از ارتش تبعیدی چکسلواکی در بریتانیا و دو گروه به نام‌های سیلور ای و سیلور بی (با مأموریت‌هایی متفاوت)، در ساعت ۱۰ شب ۲۸ دسامبر ۱۹۴۱ توسط نیروی هوایی سلطنتی بریتانیا به چکسلواکی رفتند. گابچیک و کوبیش نزدیک شرق پراگ فرود آمدند. بااینکه طبق نقشه قرار بود فرود نزدیک پلزن باشد اما خلبان در جهت‌یابی دچار مشکل شد. سپس سربازان به پلزن رفتند تا با متحدان خود تماس بگیرند. بعد، از آنجا به پراگ رفتند تا حمله صورت گیرد.
در پراگ، آن‌ها با چندین خانواده و تشکیلات غیر نازی که در آماده‌سازی ترور کمک کرده بودند، تماس گرفتند. در ابتدا قرار بود گابچیک و کوبیش در یک قطار هایدریش را بکشند اما بعد بررسی عملیات، متوجه شدند که این کار ممکن نیست. نقشه دوم این بود که در جاده‌ای در جنگل و در مسیر خانه هایدریش تا پراگ، ترور انجام شود. آن‌ها می‌خواستند یک کابل را درمسیر جاده قرار دهند تا ماشین هایدریش متوقف شود. اما بعد از چندین ساعت انتظار، رهبرشان ستوان یکم آدولف اوپالکا (از گروه پیشتازان)، آنان را به پراگ برگرداند. نقشه سوم، کشتن هایدریش در پراگ بود.

### حمله در پراگ

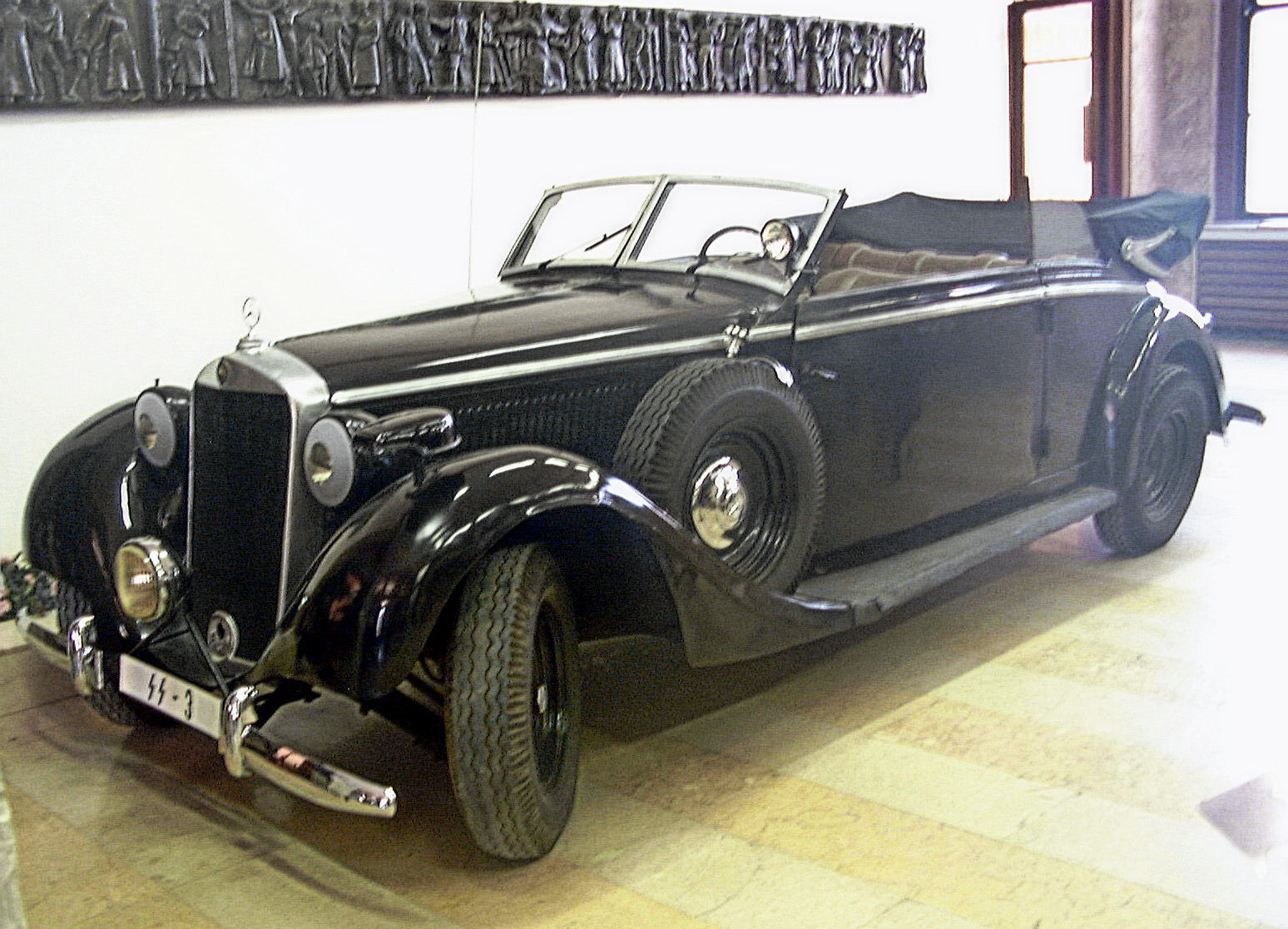
یکی از مرسدس‌های ۳۲۰ هایدریش، مشابه ماشینی که بشدت آسیب دید (در موزه تاریخ ارتش در پراگ)

در ۲۷می ۱۹۴۲، ساعت ده و نیم، هایدریش طبق برنامه روزانه خود از خانه‌اش در پراگ کسل به راه افتاد. گابچیک و کوبیش در ایستگاه تراموای نزدیک بیمارستان بولوکا در پیچی تنگ منتظر وی شدند. این نقطه به این دلیل انتخاب شده بود که سرعت ماشین در آنجا پایین می‌آمد. جوزف والکیک (یا والچیک) از گروه «سیلور ای» حدود ۱۰۰متری شمال گابچیک و کوبیش مستقر و منتظر ماشین شد.
مرسدس سبز و روباز هایدریش دو دقیقه بعد به پیچ رسید. گابچیک مقابل آن رفت و سعی کرد با استن شلیک کند ولی مسلسل گیر کرد. هایدریش به راننده اش، کلین، دستور داد ماشین را متوقف کند. سپس اقدام به شلیک به گابچیک با پارابلوم ۱۹۰۸ خود کرد. کوبیش یک نارنجک ضد تانک (پنهان در یک چمدان) به سوی ماشین پرتاب کرد و قطعات آن از طریق سپر سمت راست وارد ماشین شد و ترکش‌هایی وارد بدن هایدریش شد. این انفجار باعث مصدومیت کوبیش نیز شد.
بعد از انفجار، گابچیک و کوبیش با کلت ۱۹۰۳، هایدریش را به آتش بستند ولی موفق به کشتن او نشدند. هایدریش از ماشین پیاده شد و ظاهراً متوجه جراحات خود نبود. او شروع به شلیک کرد و به تعقیب گابچیک پرداخت ولی خیلی زود نقش بر زمین شد. کلین نیز در تعقیب کوبیش به نتیجه‌ای نرسید و بازگشت. هایدریش که بشدت خون‌ریزی می‌کرد، به کلین دستور داد پای پیاده به دنبال گابچیک برود و گفت "آن حرامزاده را بگیر!". کلین تا مغازه قصابی او را دنبال کرد اما گابچیک دو بار به پایش شلیک کرد و با تراموا فرار کرد. گابچیک و کوبیش درابتدا تصور کردند که این حمله شکست خورده‌است.

### درمان پزشکی و مرگ
یک زن اهل چک و یک پلیس خارج از خدمت به کمک هایدریش رفتند و یک ون تحویل کالا را متوقف کردند. ابتدا هایدریش در اتاقک راننده قرار داده شد اما از حرکات ماشین و درد شکایت کرد. سپس به پشت ون برده و روی شکم قرار داده شد و به اتاق اورژانس بیمارستان بولوکا منتقل شد. در سمت چپ خود دچار جراحات جدی شده بود و نیز دیافراگم، طحال، ریه‌ها و دنده اش آسیب دیده بودند. دکتر اسلانینا زخم سینه او را بست ولی دکتر والتر دیک (رئیس جراحی بیمارستان) موفق نشد ترکش‌ها را خارج کند.
پروفسور هولبام (یک آلمانی که رئیس جراحی دانشگاه چارلز در پراگ بود) همراه با دکتر دیک و اسلانینا، هایدریش را جراحی کرد. آن‌ها ریه سمت چپ را بهبود بخشیدند، سر دنده شکسته شماره۱۱ را خارج کردند، دیافراگم پاره شده را بخیه زدند، چندین کاتتر جایگذاری کردند و طحال را خارج کردند. داخل طحال قطعه‌ای از نارنجک و موادی از ماشین قرار داشت. مافوق مستقیم هایدریس، هیملر، پزشک خصوصی خود، کارل گبهارت، را فرستاد. بعد از ۲۹می، هایدریش کاملاً تحت مراقبت پزشکان نازی قرار گرفت. پس از جراحی مقدار زیادی مورفین به وی داده می‌شد.
گزارش‌های متناقضی از تجویز سولفونامید وجود دارد اما گبهارت در محاکمه جنایات جنگی خود در سال ۱۹۴۷ شهادت داد که اینطور نبوده‌است. تب بیمار به ۳۸–۳۹ رسید و زخمش خشک شد. ۷روز بعد، بنظر رو به بهبودی رفت اما ناگهان هنگام صرف عصرانه بیهوش و دچار شوک شد. بعد از این اتفاق چندین ساعت در کما بود و حدود ساعت ۴:۳۰ صبح روز بعد درگذشت. پزشکان هیملر، رسماً علت مرگ را سپتیسمی گزارش کردند.
طبق یکی از نظریه‌ها، موی اسبی که در هوای ماشین هایدریش بوده‌است، بخاطر انفجار نارنجک وارد بدنش شده و موجب عفونت گشته‌است. به‌علاوه گفته می‌شود علت مرگ وی آمبولی ریه شدید بوده‌است. در این رابطه، در کالبدشکافی ذرات چربی و دلمه‌های خون در بطن قلب و سرخرگ ریوی یافت شد و لب‌های بالایی ریه‌هایش دچار ادم شده بود، درحالیکه لب‌های پایینی متلاشی شده بودند.

### نظریه مسمومیت با بوتولینوم
نویسندگان یک شیوه برتر کشتن ادعا می‌کنند که هایدریش بخاطر سم بوتولینوم کشته شد. طبق این نظریه، نارنجک دستی ضد تانک شماره ۷۳ که در حمله استفاده شد، حامل سم بوتولینیوم بوده‌است. این داستان از نظرات پل فیلدس (یک محقق بوتولینیوم از پورتون داون) سرچشمه گرفت. نویسندگان می‌گویند که تنها شواهد تصادفی از این ادعا پشتیبانی می‌کنند (گزارش‌های تشکیلات عملیات ویژه محرمانه باقی مانده‌است) و سوابق پزشکی از وضعیت و درمان هایدریش حفظ شده‌اند.
به‌طور کلی، شواهد از این نظریه حمایت می‌کنند؛ ازجمله اینکه برای اصلاح نارنجک شماره ۷۳ اقداماتی صورت گرفت. اصلاح این سلاح می‌تواند بر وجود سم دلالت داشته باشد. در آن زمان هایدریش تحت مراقبت‌های پزشکی با استانداردهای بالا قرار گرفت. در کالبدشکافی هیچ نشانه معمولی از گندخونی دیده نمی‌شد، اگرچه عفونت زخم و اطراف ریه‌ها و قلب گزارش شد. یک گزارش آلمانی از دوران جنگ بیان می‌کند: «مرگ به علت آسیب به اندام‌های حیاتی توسط باکتری و سموم ترکش‌های بمب صورت گرفت».
وضع هایدریش در زمان بستری شدن، با جزئیات گزارش نشده‌است اما بنظر نشانه بارزی از بوتولیسم نداشت (که شروعی تدریجی و رو به پیشرفت دارد، همیشه باعث فلج شده و دراثر نارسایی تنفسی به مرگ می‌انجامد). از طرفی کوبیش و یک شاهد ماجرا نیز بخاطر قطعات همان نارنجک مجروح شدند اما هیچ‌یک نشانه‌ای از مسمومیت بروز ندادند.
به خاطر دلایل مذکور محققان زیادی نظریه سم بوتولینیوم را نپذیرفتند. بعلاوه، فیلدس بخاطر «سخنان اغراق‌آمیز» خود معروف بود؛ زیرا اصلاح نارنجک به قصد کاهش وزن سلاح بودو بعید بود سم بتواند از پرواز و زمستان ۵ماهه اروپا جان سالم بدر برد. از ۶ نارنجک اصلی، ۲ تای آن‌ها در مؤسسه تاریخ ارتش در پراگ نگهداری می‌شود.

## عواقب

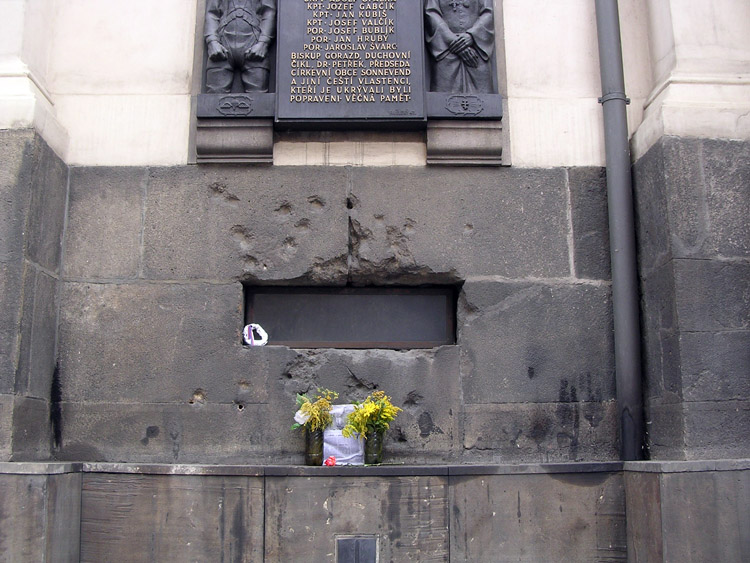
پنجره زخم گلوله کلیسای مقدسین سیریل و متدیوس در پراگ جایی که مهاجمان در هایدریش گیر افتاده بودند.

### تعقیب و تجسس
بعد از ماجرای لیدیتسه، مشخص نبود چه کسانی مسئول مرگ هایدریش بودند. در آن زمان، ضرب‌العجلی برای ارتش و اهالی چکسلواکی تعیین شد. اگر تا ۱۸ ژوئن ۱۹۴۲، متهمان دستگیر نمی‌شدند، آلمان‌ها دست به خون‌ریزی بیشتری می‌زدند. آن‌ها باور داشتند این تهدید برای خیانت یک خبرچین بالقوه کافی است. بسیاری از شهروندان از انتقام جویی‌های بیشتر خسته و وحشت زده بودند و لذا مخفی کردن اطلاعات، بیش از این بسیار سخت بود.
متهمین در ابتدا پیش دو خانواده اهل پراگ مخفی شدند و سپس به همراه دیگر اعضای مقاومت (در مجموع هفت نفر) به کلیسای ارتدکس سن-کارلو-برومئو که اکنون نامش به کلیسای سن‌سیریل و متودی تغییر یافته، انتقال داده شدند. یکی از رهبران مقاومت چکسلواکی به نام استاد زِلِنکا مشهور به عمو هایسکی (Oncle Hajsky)مسئول انتقال مبارزان به کلیسا بود. آلمان‌ها نتوانستند جای عاملان حمله را پیدا کنند تا اینکه کارل چوردا سرباز ارتش در تبعید چکسلواکی و عضو گروه «فاصله ما» دستگیر شد و اسامی همدست‌های محلی تیم را در ازای یک میلیون رایش مارک لو داد.
چوردا به چندین خانه امن گروه جیندرا خیانت کرد. در ساعت پنج ۱۷ ژوئن، به خانه موراوک حمله شد. خانواده مجبور به ماندن در سالن شدند تا گشتاپو محل را بگردند. خانم ماری موراوک اجازه رفتن به دستشویی را کسب کرد. او در آنجا با یک کپسول سیانید خودکشی کرد. آقای الویس موراوک از مشارکت خانواده خود با متهمین بی‌خبر بود. او همراه با پسر ۱۷ساله خود، آتا، به پکک پالاک برای شکنجه برده شد. آتا را تحت تأثیر برندی قرار دادند و سر مادرش را در داخل یک تنگ ماهی به او نشان دادند و تهدید کردند درصورت عدم افشای اطلاعات، نفر بعدی پدرش خواهد بود. نهایتاً اراده قوی آتا شکست و آنچه لازم بود به گشتاپو گفت. در ۲۴ اکتبر ۱۹۴۲، نازی‌ها در موتاسون، اتا موراوک، پدرش، نامزدش، مادر و برادر نامزدش را اعدام کردند.
روز بعد گروهان وافن کلیسا را محاصره کردند. علی‌رغم تلاش ۷۵۰ سرباز تحت فرمادهی کارل فیشر وان تروئنفرد، نتوانستند متهمین را زنده بگیرند. کوبیش، ادولف اوپالکا و جاروسلاف اسوارک در اتاقک دعا، بعد از نبردی ۴ساعته کشته شدند (گفته شد کوبیش از نبرد جان سالم بدر برد اما کمی بعد دراثر جراحات وارده درگذشت). گابچیک، جوزف والکیک، جوزف بابلیک و جان رابی بعد از حملات مکرر گروهان با گاز اشک آور، خودکشی کردند. آلمان‌ها و پلیس نیز متحمل صدماتی شدند؛ ظاهراً ۱۴نفر کشته و ۲۱نفر زخمی شدند. افراد داخل کلیسا تنها هفت تیرهایی با کالیبر کوچک دراختیار داشتند، درحالیکه مهاجمان مجهز به مسلسل، مسلسل دستی و نارنجک بودند. بعد از نبرد، چوردا جنگجویان کشته شده چک، از جمله کوبیش و گابچیک را تعیین هویت کرد.

## نگارخانه

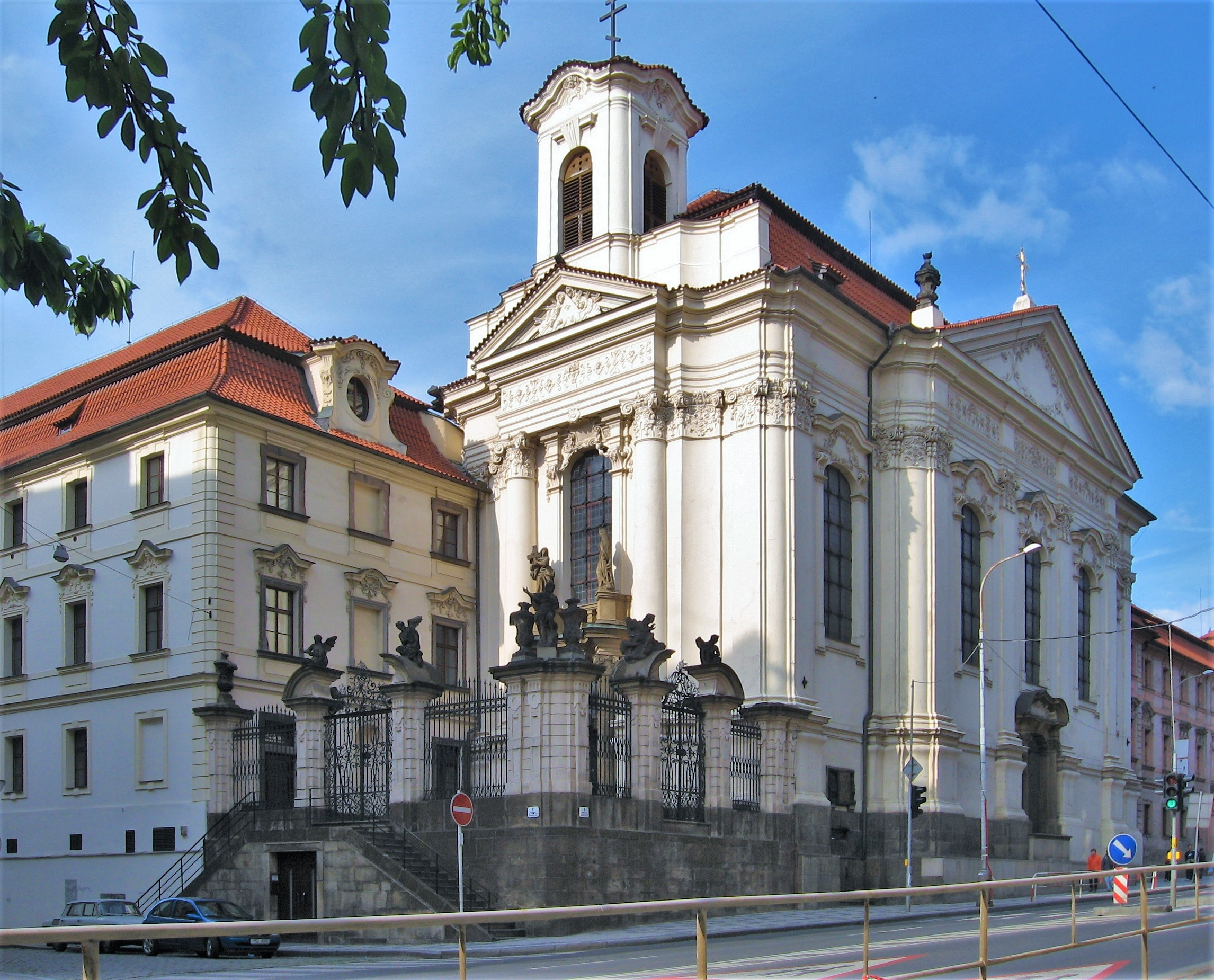
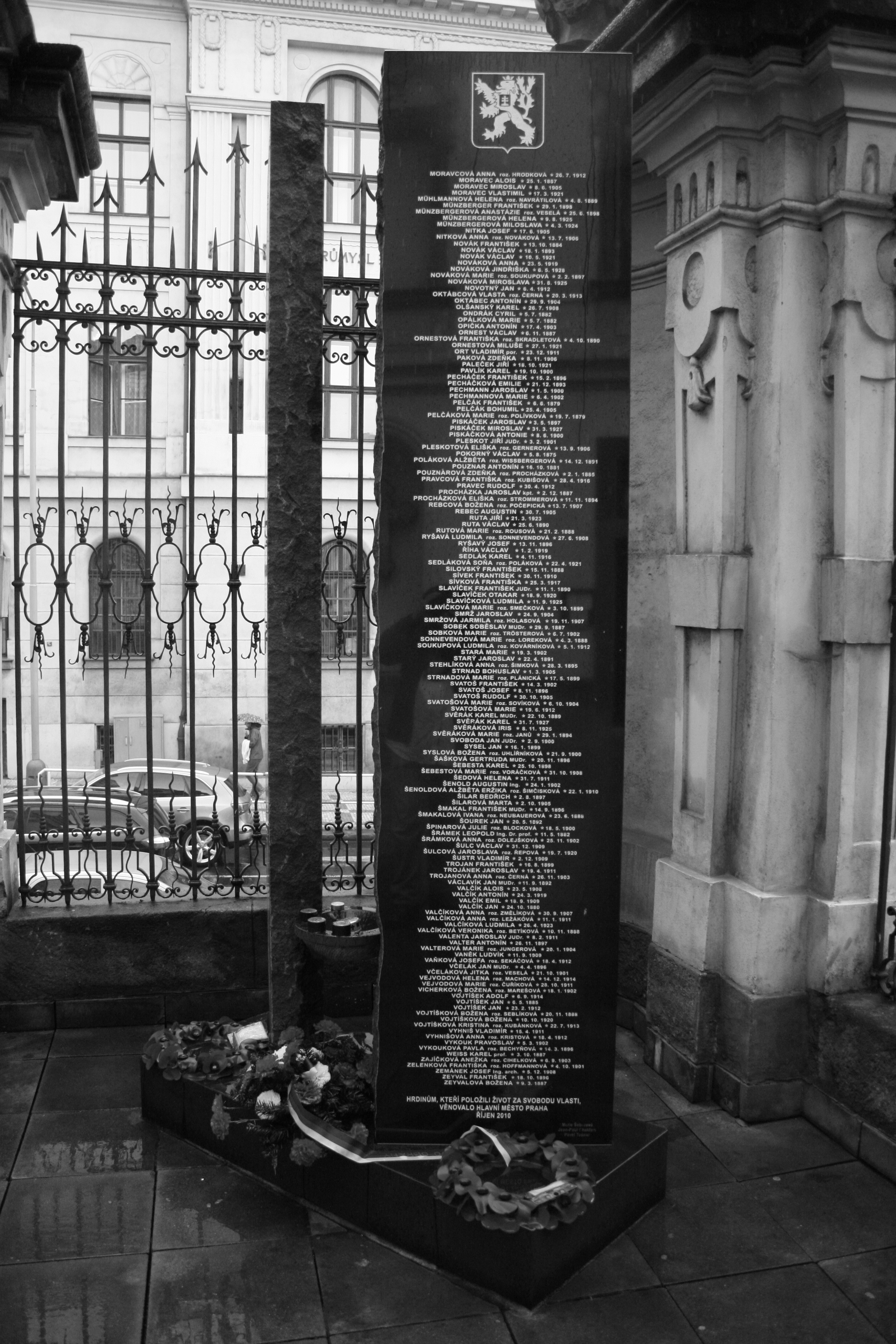
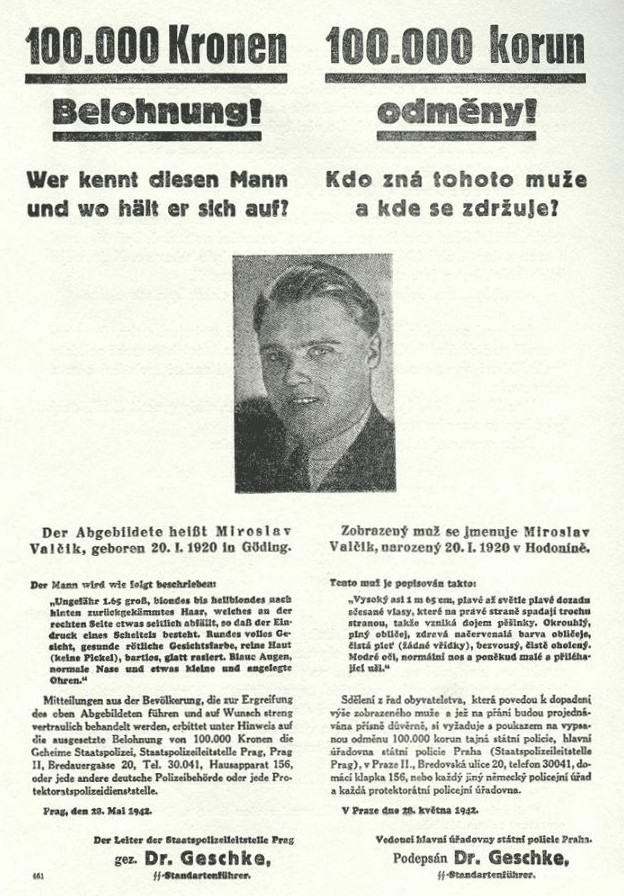
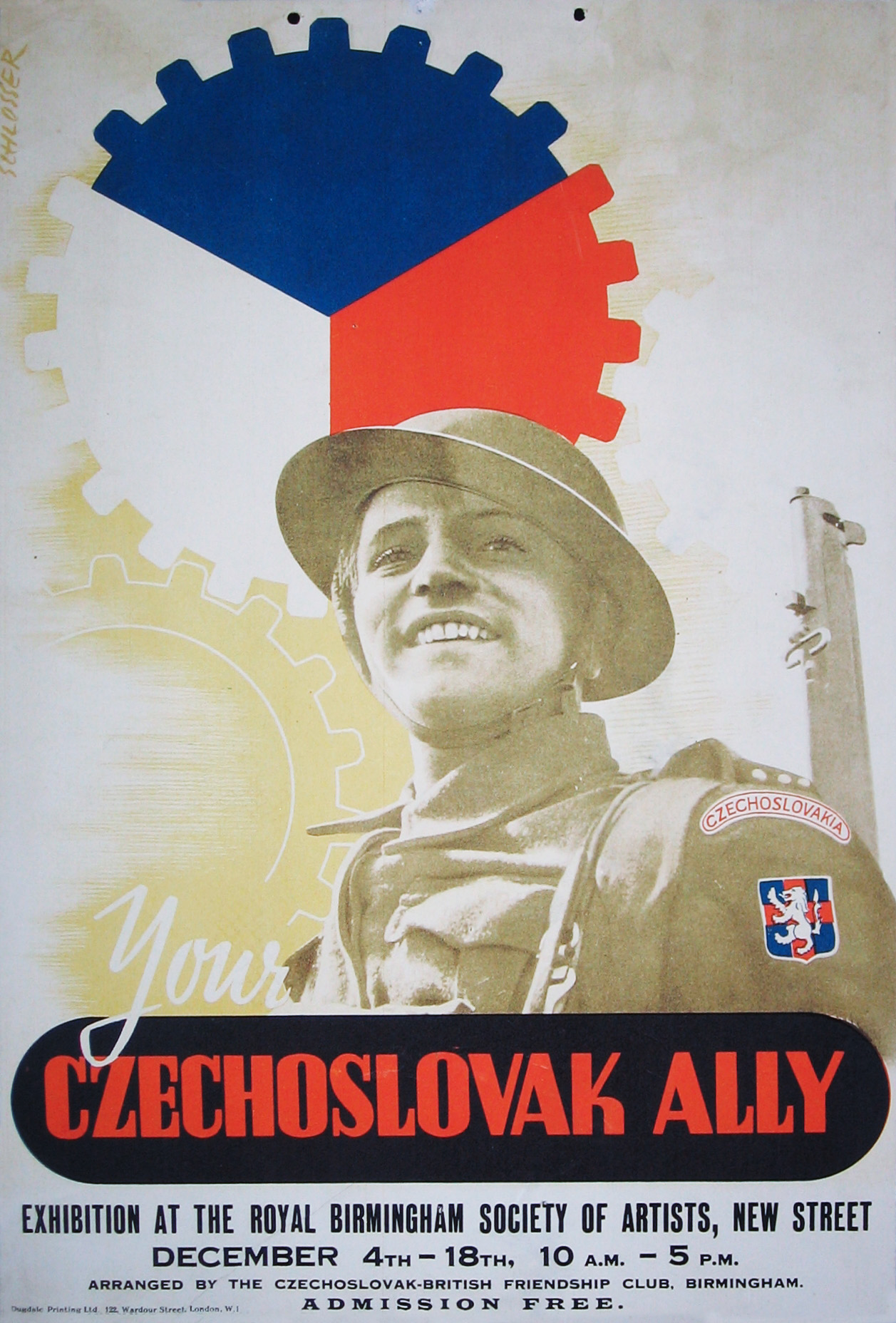
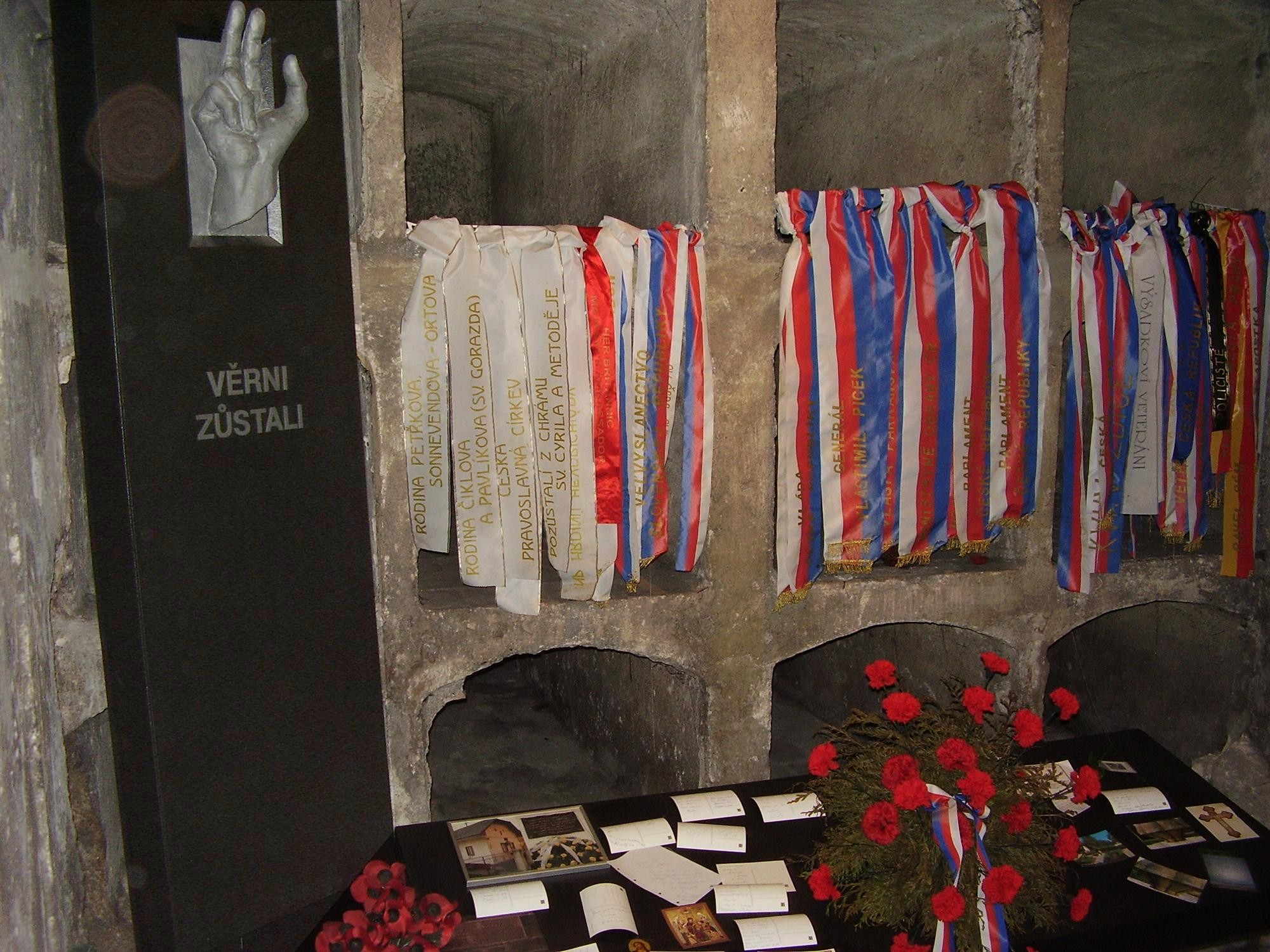